# Eyeshield 21
Eyeshield 21 (アイシールド21?, Aishīrudo nijūichi) è un manga spokon dedicato al football americano scritto da Riichirō Inagaki e disegnato da Yūsuke Murata. È stato adattato in versione anime nel 2004 come film (proiettato al Jump Festa), e successivamente nel 2005 come serie televisiva, inoltre ha ispirato diversi videogiochi e un gioco di carte edito dalla Konami.
Il manga è pubblicato dalla rivista Weekly Shōnen Jump edita dalla Shūeisha. I primi 25 volumi hanno venduto complessivamente più di 16 milioni di copie in Giappone e il numero dei ragazzi che giocano a football americano è quasi raddoppiato nei quattro anni successivi all'inizio della pubblicazione. Il primo volume dell'edizione italiana del manga è stato pubblicato il 17 luglio 2008 dalla Planet Manga. L'opera è stata poi ristampata a partire dal marzo 2022, in una Complete Edition di 13 volumi edita ancora da Planet Manga.
L'anime, prodotto dalla NAS e animato da Artland, è stato trasmesso per la prima volta in Giappone su TV Tokyo il 6 aprile 2005, è andato in onda sul canale satellitare Animax fino al 19 marzo 2008, per un totale di 145 episodi. L'anime è sponsorizzato dalla NFL Japan. Dal 17 dicembre 2007 la serie va in onda negli USA sulla TV on demand Toonami Jetstream in collaborazione con NFL Rush. Va in onda anche a Taiwan.

## Trama
La trama di Eyeshield 21 ruota attorno a un ragazzo umile e dal fisico minuto di nome Sena Kobayakawa (小早川 瀬那?, Kobayakawa Sena) che si iscrive alla scuola secondaria Deimon Private Senior High School (泥門高等学校?, Deimon Kōtōgakkō), frequentata dalla sua amica d'infanzia Mamori Anezaki (姉崎 まもり?, Anezaki Mamori), più grande di un anno. Le uniche caratteristiche fisiche degne di nota sono la velocità di corsa e l'abilità di schivare gli ostacoli, che catturano l'attenzione del capitano della squadra di football Americano della scuola Yoichi Hiruma (蛭魔 妖一?, Hiruma Yōichi) che obbliga Sena ad unirsi al team dei Deimon Devil Bats nel ruolo di running back.
Per proteggere la sua identità (sulla base del criterio che gli altri club sportivi della scuola potrebbero tentare di reclutare Sena una volta scoperte le sue doti atletiche) Sena è obbligato ad assumere formalmente il ruolo di scout (amministratore) della squadra, e ad entrare in campo indossando un casco dotato di una visiera (eyeshield, in inglese) di colore verde per nascondere il volto e la sua identità sotto lo pseudonimo di "Eyeshield 21." Una formazione improvvisata partecipa inizialmente al torneo di football di Primavera (che si svolge all'inizio dell'anno scolastico giapponese) sperando di vincere le partite grazie alla forza della loro nuova "arma segreta". Ma la squadra, molto debole, è presto eliminata dagli Ojo White Knights, una squadra molto quotata. Molti pensano che il talento degli attuali White Knights sia inferiore rispetto a quello della precedente "Generazione d'Oro", ma i membri della squadra stanno tentando di dimostrare che posseggono tutte le qualità per surclassare i loro predecessori. È durante questa partita che Sena incontra il ragazzo che riconoscerà essere il suo rivale finale, Seijuro Shin, un linebacker di talento.
Dopo la sconfitta dei Deimon, il torneo di Primavera si rivela essere di secondaria importanza rispetto al torneo d'Autunno, dove le squadre lottano per conquistare la possibilità di giocare il "Christmas Bowl", la partita che assegna la vittoria nella lega di football delle scuole superiori. Hiruma, Kurita e Sena raggruppano e costruiscono lentamente una vera squadra raggruppando altri disadattati e studenti in cerca di stimoli, con l'obiettivo di diventare i campioni. La serie segue la costruzione e i miglioramenti dei Deimon Devil Bats e dei suoi componenti, oltre che le amichevoli e i tornei contro svariati avversari, il tutto fatto allo scopo di raggiungere il sogno di giocare nel Christmas Bowl.

## Personaggi

### Deimon Devil Bats
Deimon Devil Bats (泥門デビルバッツ?, Deimon Debiru Battsu) è la squadra protagonista della serie. È stata fondata da Hiruma, Kurita e Musashi durante il loro primo anno alla Deimon. Inizialmente composta solamente da loro tre, fu battuta subito dopo la sua creazione dagli Ojo White Knights, con un punteggio di 99-0. Conta in rosa pochi membri e non è provvista di un kicker fino a quando Musashi non decide di tornare nella squadra. Capitano e quarterback del team è Hiruma, solito reclutare i giocatori necessari dagli altri club, come quello di atletica, di calcio e persino di sumo. Principalmente offensiva, basa alcune delle sue strategie eccellenti sulla velocità del running back, ovvero Sena.
- Sena Kobayakawa
- Yoichi Hiruma
- Ryokan Kurita: un ragazzo enorme e gentile, con una sfrenata passione per i dolci. È il lineman della squadra, e svolge il suo compito meglio di chiunque altro: grazie alla sua stazza (145 kg) e alla sua forza può bloccare due giocatori da solo (può sollevare 160 kg alla panca); tuttavia è totalmente negato nel ricevere ed è decisamente lento, ma del resto il suo ruolo in squadra non gli richiede né precisione né velocità. Conosce Hiruma alle medie e insieme a Musashi fondano i Devil Bats (inizialmente dovevano entrare al liceo Shinryūji, ma gli fu impedito da Agon). Al ritorno di Musashi in squadra torna il vecchio lineman, talmente bollente da emanare vapore. Di carattere gentile e ingenuo, la sua vera forza si risveglierà nello scontro con Gao alla finale del torneo del Kanto dopo che questi aveva rotto un braccio a Hiruma e stava per colpire anche Sena e Komusubi.
- Taro Raimon: soprannominato Monta (in giapponese indica le persone grasse, anche se questo non è il caso) dopo che Sena ha letto erroneamente il suo nome (leggendo Rai Montaro anziché Raimon Taro); corre le 40 yard in cinque secondi e riesce a sollevare 50 kg assomiglia a una scimmia per via delle sue orecchie a sventola, delle lunghe basette e della sua strana abitudine a usare i piedi ogni tanto per prendere le cose. Ha le mani molto grandi, il che unito ai suoi notevoli riflessi e alla sua abilità nel saltare molto in alto lo rendono un ricevitore perfetto. È discretamente veloce, anche grazie al suo fisico (quasi uguale a Sena), ma ha una mira terrificante. La sua tecnica di ricezione è il "Devil Back Fire", ovvero la ricezione della palla senza guardarla. Nello scontro con Sakuraba, inoltre, riesce a sconfiggerlo grazie a una presa con una mano sola. Guadagna il titolo di miglior ricevitore dopo aver battuto Honjou Taka, figlio del suo idolo, durante il Christmas Bowl. È innamorato perso di Mamori.
- Fratelli Eh-Eh: un gruppo composto da tre delinquenti: Kazuki Jumonji (il leader del gruppo), Koji Kuroki e Shozo Togano che all'inizio della serie perseguitano Sena. In seguito sono ricattati da Hiruma per evitare che aggrediscano Sena e, in competizione con Komusubi, entrano senza volerlo in squadra. Durante la partita con i Taiyou decidono però di diventare veri lineman e cambiare vita. Jumonji particolarmente per dimostrare a suo padre che i suoi due amici non sono dei buoni a nulla. Non sono particolarmente alti né muscolosi, ma compensano con la determinazione e la tecnica. Jumonji è stato allenato da Kakei prima del Christmas Bowl per insegnargli le sue tecniche con la mano. Kuroki invece viene addestrato da Mizumachi e Togano da Banba.
- Gen Takekura: soprannominato Musashi, è il kicker della squadra. Lui, Hiruma e Kurita hanno fondato insieme i Devil Bats. Aveva lasciato il team per dei problemi nella ditta di costruzioni di suo padre (che si era ammalato e non era in grado di sostenere gli sforzi del lavoro), ma ritorna a giocare per la partita contro i Seibu Wild Gunmen. I suoi calci sono molto alti e potenti e durante il Christmas Bowl riesce a segnare un Field Goal con un calcio da una distanza di 60 yarde, stabilendo il record giapponese. È sempre serio e compassato e il suo aspetto lo fa sembrare molto più vecchio di un liceale.
- Manabu Yukimitsu: chiamato "fottuto pelato" da Hiruma essendo molto stempiato, è uno studente del secondo anno, assillato dal raggiungere voti alti a causa di una madre molto esigente (a cui infatti tiene nascosto il suo ingresso in squadra). È debole fisicamente, ma è molto determinato a lasciare un segno del suo passaggio in quella scuola, dopo che per l'ossessione dei voti alti non ha potuto fare nessuna attività alle scuole di grado inferiore. Pur allenandosi come ricevitore, rimane in panchine per tutto il torneo di Tokyo. Fa il suo debutto contro gli Shinryuji Naga nel torneo del Kanto, e grazie all'"Option Route" (la capacità di intuire gli spazi vuoti che si creano nella difesa avversaria durante l'azione) riesce a sconfiggere Agon e Ikkyu ricevendo un passaggio anche se marcato da loro. Viene addestrato da Tetsuma per la partita nel Christmas Bowl, il quale gli insegna a non uscire mai dalla propria traiettoria di passaggio.
- Daikichi Komusubi: è il più basso della squadra, ma compensa le sue minute dimensioni con una forza fisica impressionante seconda solo al suo "Senpai" Kurita, a cui è fedelissimo e considera un maestro. È denominato "il piccolo carro armato". È molto bravo nel Rip, col quale ha sconfitto Mizumachi. Viene allenato da Otawara per la partita al Christmas Bowl. Parla molto poco, ma grazie al power-go (il linguaggio capibile solo dagli uomini forti) riesce a comunicare con poche parole.
- Tetsuo Ishimaru: fa parte del club di atletica, ma aiuta Hiruma nel club di football, in quanto non hanno 15 giocatori. Nella partita contro i Dokubari Scorpions, in assenza di Hiruma, lo sostituisce come quarterback. Viene allenato da Riku Kaitani per la partita al Christmas Bowl, nel quale riesce ad utilizzare il "Rodeo Drive". Gag ricorrente è che la sua presenza si nota sempre meno con l'andare avanti nella storia.
- Natsuhiko Taki: conosce Sena lungo la strada per la death march, ad un provino per entrare in una squadra professionistica. È convinto di essere un dio del football, ma non conosce le regole e non è stato ammesso a nessun liceo quindi non ha potuto giocare una vera partita. È il Tight-end della squadra, ovvero il giocatore che può sia bloccare che ricevere. Nella partita contro i Bando Spiders dimostra il suo talento riuscendo a bloccare per un secondo Akaba grazie alla sua agilità e flessibilità,; quest'ultimo gli insegnerà lo "spider poison" per la parita nel Christmas Bowl. Viene spesso definito un idiota da tutti, specie dai suoi compagni di squadra, e in questo "rivaleggia" con Ootawara.
- Mamori Anezaki: è la manager della squadra e amica d'infanzia di Sena.
- Suzuna Taki: è la sorella minore di Natsuhiko e, anche se odia farlo notare, gli vuole un gran bene. È il capitano delle cheerleader e, al momento della sua apparizione, è l'unica del team e frequentare ancora le medie. Diventa molto amica di Sena manifestando nel corso della storia anche una certa attrazione nei suoi confronti. Le piace muoversi spesso sui roller-blade mostrandosi molto abile.
- Cerbero: il cane di Hiruma, perennemente affamato e molto aggressivo, scelto come mascotte della squadra. Inizialmente viene usato come "incentivo" per costringere Sena ad allenarsi. È abbastanza piccolo di taglia, con un collare borchiato e il pelo marrone molto chiaro, tendente al grigio. Il nome riprende quello del cane a guardia dell'Inferno nella mitologia greca, nome adatto vista l'aggressività di questa mascotte.
- Doburoku Sakaki: è l'allenatore della squadra. È stato lui ad insegnare come giocare a football americano a Hiruma, Kurita e Musashi. Scappa in America a causa dei numerosi debiti contratti con il gioco d'azzardo, di cui è un accanito giocatore. Hiruma però lo riporta in Giappone e diviene l'allenatore dei Deimon Devil Bats. Donuroku ama bere e porta con sé sempre delle otri piene sempre di un diverso liquore. Nella partita tra il Deimon e lo Shinryuji scommette tutti i suoi risparmi sul Deimon vincente e così si trova ad essere milionario e impazzisce. Poco dopo però punta tutta la sua vasta fortuna nello Sphinx, che però è battuto dall'Hakushu Dinosaurs. Così, si ritrova ancor più povere di prima. Si sente molto legato alla sua squadra e tiene molto ad ognuno dei suoi membri. Infatti, quando Komosubi scappa di casa perché intimorito dalla forza e dall'altezza di Mizumachi, va a cercarlo in giro per il mondo e ritorno delirante, semi nudo, sporco e puzzolente nel bel mezzo della partita contro il Kyoshin, portando con sé un maialino che egli pensa che sia Komosubi. In seguito, questo maiale, che verrà chiamato Buta Brother, affiancherà Cerbero come mascotte della squadra.

### Ojo White Knights
Ojo White Knights (王城ホワイトナイツ?, Ōjō Howaito Naitsu) è una squadra totalmente basata sulla difesa e la più forte squadra di Tokyo. Una delle sue caratteristiche è di possedere due generazioni: quella attuale e quella passata, detta "generazione d'oro", l'unica che sia riuscita a tenere testa allo Shinryuji Naga. La squadra attuale pare stia intraprendendo la discesa, poiché sono stati messi in difficoltà dal Seibu durante il Torneo di Primavera. Il suo linebacker, Shin Seijuro, è considerato il più forte del Giappone.
- Seijuro Shin: è il più grande rivale di Sena. Riesce a sollevare 140 kg e detiene ufficialmente il record delle 40 yard (4.36 secondi), anche se Sena ha saputo fare di meglio in via non ufficiale. Sempre serio e scrupoloso, Shin si allena sempre e costantemente per andare oltre i suoi limiti. Durante la partita contro il Deimon, riesce a raggiungere i 4,2 secondi e infatti viene denominato "il giocatore perfetto". Shin ha inoltre un'incapacità di relazionarsi con gli oggetti elettronici, che distrugge non appena tocca. Durante i mondiali è l'unico a placcare il quarterback americano, Clifford, e diviene così il miglior difensore al mondo. La sua tecnica di placcaggio è il Trident Tackle, un colpo potentissimo e velocissimo a una mano che combina la sua tecnica di placcaggio dello Spear Tackle con il Rodeo Drive di Riku.
- Haruto Sakuraba: ragazzo che ama giocare a football, nonostante sia dotato di un'abilità mediocre, ma è lo sponsor della Jari Production (una grande televisione) che lo pubblicizza più per la sua bellezza che per il suo gioco, stesso motivo per cui le ragazzine lo idolatrano. Nel torneo d'autunno decide di cambiare, lascia la Jari Production e si allena seriamente (arrivando anche a tagliarsi i capelli) mettendo a punto con Takami il passaggio Everest che sfrutta la sua altezza. Nella partita contro il Deimon riesce a dare del filo da torcere a Monta grazie alla sua altezza e a "Sagittarius", il passaggio eseguito con Takami con 100% di successo grazie alla protezione di Shin.
- Makoto Ōtawara: Linemen, rivale di Kurita. Anche se la sua forza fisica è minore, compensa ciò con la sua velocità. Viene soprannominato "Il Carroarmato" grazie appunto alla sua forza, altezza, velocità e tecnica. È estremamente stupido e lui stesso se ne rende conto (in questo rivaleggia con Taki del Deimon); inoltre ha la brutta abitudine di girare senza vestiti (venendo in alcune occasioni arrestato per oltraggio al pudore) ed emettere gas.
- Takami Ichiro : Quarterback titolare della squadra. Conscio dei suoi limiti fisici, Takami è un quarterback vecchio stile che punta tutto sulla strategia. Aspettava da sei anni un compagno come Sakuraba col quale perfezionare il passaggio Everest dato che entrambi sono molto alti. Durante i mondiali, con Sakuraba riesce ad eseguire il "Twin Tower Arrow", un passaggio altissimo e veloce che neanche Tatanka, la cupola umana, riesce a bloccare.
- Ikari: Linemen dell'Ojo, fa il suo debutto nella partita coi Deimon. Perde facilmente le staffe quando si insulta qualunque cosa riguardi l'Ojo (tanto che i compagni lo tengono bloccato con una catena) e per questo è stato sospeso più volte. Ingaggia una sfida con Jumonji.

### Zokugaku Chameleons
Zokugaku Chameleons è la squadra della scuola più pericolosa di tutta Tokyo, e i suoi membri sono tutti teppisti. Furono squalificati dal Torneo di primavera quando Habashira, capitano nonché linebacker della squadra, diede un pugno all'arbitro. Si sono chiamati Chamaleons in quanto sanno adattarsi al gioco della squadra avversaria, come il camaleonte si adatta all'ambiente circostante.
- Rui Habashira: Linebacker, è il capitano della squadra e ha braccia incredibilmente lunghe. Il suo comportamento da teppista deriva dal fatto che è l'unico modo per tenere in riga i suoi compagni scansafatiche. Verrà sconfitto dal Kyoshin al torneo di Tokyo. Si presenta alle selezioni per il torneo mondiale, bendandosi come una mummia e nascondendo la sua identità, e Hiruma lo fa scendere in campo negli ultimi momenti della finale per sostituire Shin, leggermente infortunato da un blocco di Don.

### Seibu Wild Gunmen
Seibu Wild Gunmen è una squadra temibile, forse la più temibile di Tokyo. Il loro gioco, la "Shotgun Formation", si basa su molti passaggi eseguita da vari ricevitori che corrono su una traccia stabilita. A questo team appartengono Kid, l'unico quarterback ad aver battuto Hiruma in una sfida di tattica, e Riku, l'amico d'infanzia di Sena, che l'ha sempre considerato un "fratellone".
- Kid/Shien Mushanokoji: The Kid, è il quarterback dei Seibu Wild Gunmen ed è famoso per i suoi passaggi super veloci e la sua grande combinazione con Tetsuma. Figlio di un campione di tiro (da cui ha ereditato la precisione) e di nobili origini decide di lasciare tutto (non sopportando la pressione di essere il numero uno) per dedicarsi al football col soprannome Kid. Durante la partita contro il Deimon aumenta nuovamente la potenza dei suoi lanci ed è l'unico ad avere sconfitto Hiruma in una sfida d'intelligenza. Durante la semifinale, al torneo del Kanto, contro gli Hakushu Dinosours viene bloccato da Gao che gli spezza un braccio.
- Jo Tetsuma: incredibilmente disciplinato, non esce mai dalla linea di passaggio di Kid. Estremamente preciso, segue alla lettera qualsiasi indicazione gli venga data causando anche danni a chi lo circonda (e a volte anche a sé stesso). Le sue movenze ed il fatto che parli raramente lo fanno assomigliare più ad un robot che a un essere umano. Dopo essere stato sconfitto di Monta lo salva dalla squalifica (il ragazzo stata protestando con l'arbitro) facendo per la prima volta qualcosa di propria iniziativa.
- Kaitani Riku: Insegnò a correre a Sena quando erano in quarta elementare per sfuggire ai bulli che lo perseguitavano. La sua tecnica di corsa è il "Rodeo Drive", che gli permette di cambiare marcia mentre corre a velocità supersonica e di sfuggire così agli avversari; tecnica che poi evolverà nel Roping Rodeo Drive in cui aggiungerà una finta. Durante la sfida coi Deimon è costretto ad ammettere che Sena ormai l'ha superato. È un ragazzo fiducioso delle proprie capacità e si dimostra spesso molto maturo per la sua età.
- Buffalo Ushijima Linemen, la sua tecnica offensiva è il "Doppio corno", una mossa di wrestling professionistica. Anche se potentissima, questa tecnica viene fermata da Jumonji.

### Taiyou Sphinx
- Mamoru Banba: Pesante e forzuto linemen, detiene il primato liceale dello Squat (metodo di sollevamento pesi). Allena Kurita nella boxe per riuscire a forgiare il suo corpo e il carattere per sconfiggere Gao, che in precedenza l'aveva distrutto durante la partita con gli Hakushu (ma era riuscito a proteggere Harao dal farsi male).
- Kiminari Harao: Quarterback della squadra, ha una grande fiducia nei suoi linemen. Dopo la partita coi Deimon si rende conto di essere un QB di medio livello cercando di allenarsi per migliorare. Ha un grande successo con le donne.
- Niinobu Kasamatsu: Linemen. Provoca i tre fratelli "Eh-Eh", ma durante la partita questi ultimi lo sconfiggono grazie al "metodo assassino del perfetto teppista"
- Ken Kamaguruma: Cornerback esperto del "Bump" con il quale dà del filo da torcere a Monta.

### NASA Aliens (poi NASA Shuttles)
NASA Aliens è una squadra statunitense, presentata dal mensile "Football Americano", di un liceo di Houston, nel Texas. Tramite un sorteggio truccato, secondo il quale una delle squadre giapponesi si sarebbe scontrata con una americana, i NASA Aliens avrebbero dovuto scontrarsi con i Taiyo Sphinx. Ma, grazie a Hiruma, a sfidarli saranno i Deimon Devil Bats. Allenati da Leonard Apollo, ex-giocatore della NFL, la squadra ha una sola caratteristica: la forza pura. Ogni singolo giocatore possiede dei muscoli spaventosi. L'unica pecca dell'allenatore sembra essere il suo razzismo, a causa del quale, in un primo momento, a Panther non è permesso giocare, nonostante la sua velocità sia una risorsa che la squadra dovrebbe sfruttare. Alla fine, Apollo lo promuove da raccattapalle, suo iniziale mestiere, a running back. Dopo aver perso una scommessa secondo la quale avrebbero dovuto battere il Deimon con almeno 10 punti di vantaggio, pena l'espatrio, la squadra cambia il nome in NASA Shuttles.
- Patrick Spencer: soprannominato Panther, è insieme a Shin uno dei più grandi rivali di Sena. È un ragazzo di colore è infatti inizialmente non gioca a causa del razzismo del suo allenatore, Leonard Apollo, ex-asso della Nfl la cui fama era oscurata da un compagno di squadra di colore. Durante la partita amichevole coi Deimon, i compagni convincono Apollo a farlo entrare in campo e la sua corsa rapida e flessuosa (denominata "corsa a zero gravità" dato che sembra volare) ribalta il risultato anche se Sena riuscirà a rubargli il pallone in un'occasione. Avendo ottenuto la stima di Apollo farà finalmente parte della squadra. Compare nuovamente nell'ultima saga del manga, come membro della squadra di all-stars americana dove viene riconosciuto come "l'uomo più veloce del mondo" grazie al suo record di 4,1 secondi nelle 40 yard. Sena riesce solo parzialmente a fermarlo bloccandolo con un colpo di testa, ma alla fine la sua squadra vince.
- Jeremy Watt: è il ricevitore principale della squadra. È un nippofilo appassionato del Giappone (fa spesso da interprete), ma fa spesso molta confusione sugli usi e costumi del paese finendo per creare degli equivoci coi compagni.
- Homer Fitzgerald: miglior amico di Panther e quarterback della squadra. Il suo lancio è lo shuttle pass, un lancio alto e forte che attraversa tutto il campo per cadere preciso nelle mani del ricevitore. Un passaggio completato con questo lancio equivale quasi sicuramente a un touchdown.
- Leonard Apollo: è l'allenatore dei NASA. Da giovane era un giocatore professionista, ma era superato da un suo compagno di colore entrato in squadra; da quel momento ha deciso di fondare una squadra di soli bianchi ed è diventato razzista. Inizialmente rifiuta di giocare l'amichevole, ma dopo essere stato umiliato da un video-messaggio di Hiruma cambia idea e cerca di battere il ragazzo in una gara di strategia finendo sconfitto. Verrà convinto da tutta la squadra a far giocare Panther e, dopo aver saputo che era il suo idolo (quando il ragazzo era piccolo) per via della sua determinazione, cambierà atteggiamento. Darà a Panther un posto fisso in squadra e lo allenerà.

### Amino Cyborgs
Amino Cyborgs è una squadra i cui membri provengono da un prestigioso liceo che sforna la futura élite culturale giapponese. Le squadre di questo liceo hanno vita breve, poiché procedono da un campionato all'altro con una tecnica molto particolare. Ogni anno si specializzano infatti in un solo sport. Grazie alla loro tecnologia di primo livello, i componenti di una squadra ottengono il corpo perfetto per quello sport. Vinto il campionato, la squadra viene sciolta e si forma quella seguente, adatta a vincere partite di uno sport totalmente diverso. Vengono sorteggiati contro i Deimon Devil Bats durante il torneo di Tokyo. Sempre grazie alla loro scienza, riescono a scoprire i punti deboli di Eyeshield 21. Ma, tornati dopo la Marcia Infernale, i Deimon sono una squadra tutta diversa, contro i quali gli Amino non sono preparati. Finiscono così per essere sconfitti.
- Atsushi Munakata: Linebacker dell'Amino, è convinto che la medicina sportiva sia la chiave per vincere in ogni sport. Ha un fisico da culturista e può sembrare quasi un robot. Verrà sconfitto completamente da Sena che sperimenterà si du lui il Devil Bat Ghost.
- Suguru Aoyanagi: Linemen, era un nerd gracile ma grazie alla medicina sportiva ha acquisito anche lui un fisico muscoloso. Nonostante questo verrà battuto dai fratelli Eh-Eh.

### Kyoshin Poseidon
Kyoshin Poseidon è una squadra con giocatori molto alti, più di un metro e novanta, tranne il capitano e quarterback. La loro strategia si basa soprattutto su due tipi di difesa: l'onda alta e il suo potenziamento, la distruttiva "Poseidon".
- Shun Kakei: Asso della squadra, linebacker. È entrato nei Kyoshin dopo aver finito le medie in America dove ha incontrato il vero Eyeshield 21; desideroso di affrontarlo torna in Giappone dopo aver saputo che parteciperà al torneo. Sfrutta la sua altezza e la lunghezza delle sue braccia. È il primo a sconfiggere il Devil Bat Ghost costringendo così Sena a dare vita al Devil Bat Hurricane. Allena Jumonji prima del christmas bowl. Ha un carattere molto serio.
- Kengo Mizumachi: Lineman. Nonostante non sia molto forte o robusto riesce ad essere un perfetto lineman grazie al suo "Swim" che sfrutta appieno la sua altezza e il suo rapido scatto derivato dalla sua esperienza da nuotatore. Prende in giro Komusubi per la sua statura e lo affronta direttamente nella partita con i Deimon riconoscendo la sua bravura dopo averlo sconfitto alcune volte grazie al Rip. Prima del Christmas Bowl allena Kuroki. È un tipo molto vivace (ha spesso la brutta abitudine di togliersi i vestiti) ed è privo di tatto.
- Osamu Kobanzame: Quarterback e capitano della squadra, non è molto forte né alto ma è tenace e non ha mai subito un sack, grazie alla sua abilità di buttare subito la palla appena nota il pericolo e di trovare sempre un ricevitore libero.
- Ohira Hiroshi e  Onishi Hiroshi: Linebacker e giocatori più alti del football americano liceale. Insieme a Kakei, Mizumachi e Onishi creano la High Wave. Considerano Kakei come un maestro e litigano per essere l'allievo favorito.

### Shinryūji Naga
Shinryūji Naga è la squadra più forte del Kanto. Dall'istituzione del Torneo del Kanto non hanno mai perso una finale, riuscendo vincitori per ben nove volte. L'unica squadra che sia mai riuscita a metterli in difficoltà è stata l'Ojo della "generazione d'oro", ma visto il ritiro di molti di loro, i Naga sono tornati il team numero uno.
- Agon Kongo: è l'asso della squadra, il minore dei fratelli Kongo. Agon è un ragazzo malvagio (Sena lo definisce il male assoluto) e opportunista che detesta le persone che considera prive di talento e preferisce passare il tempo a sedurre le ragazze piuttosto che allenarsi. Lui e Hiruma tempo prima si sfruttavano a vicenda per i loro scopi; i loro rapporti si ruppero quando Agon impedì a Kurita di entrare nello Shinryuji per meriti sportivi. Agon è un genio capace di giocare in ogni ruolo ed è instancabile, ma il suo dono di natura è "l'impulso è velocità divina" ovvero dei super-riflessi al limite umano. Dopo la sconfitta con i Deimon al torneo del Kanto deciderà finalmente di allenarsi per battere Sena. Parteciperà ai mondiali boicottando inizialmente la squadra e portando delle riserve per mettersi in mostra, ma alla fine Hiruma lo convincerà a collaborare promettendogli i soldi del premio. Durante la partita con gli americani imparerà ad apprezzare il gioco di squadra.
- Unsui Kongo: maggiore dei fratelli Kongo, Unsui fin da piccolo ha dovuto fare i conti con il fatto di non avere il talento del fratello. Rassegnatosi, decide di impegnarsi per far sì che Agon diventa il giocatore più forte al mondo. Molto serio, Unsui è il quarterback della squadra ed ha sviluppato col fratello la tecnica del "Dragonfly". Vedendo la determinazione di persone come Sakuraba e Monta e vedendo giocare il fratello contro gli americani capirà il suo errore di aver rinunciato a giocare per essere il migliore.
- Ikkyu Hosokawa: Ikkyu è il cornerback della squadra e si definisce il migliore ricevitore nel campo. Esperto nel campo della ricezione e del combattimento in aria, ha l'abilità di correre all'indietro ad alta velocità tanto che persino Agon lo riconosce come un giocatore di talento. Estremamente orgoglioso, verrà sconfitto da Monta nella partita coi Deimon, ma lo allonerà in vista del Christmas Bowl. È molto timido quando si trova a parlare con una ragazza e spesso viene ripreso dai compagni di squadra.
- Gondayu Yamabushi: Studente del terzo anno, è il linemen principale della squadra. Di buon carattere, viene spesso preso in giro per il fatto di sembrare un adulto più che uno studente ed è geloso il fatto che Agon abbia sempre un sacco di ragazze al contrario di lui e dei suoi compagni (il loro è un liceo maschile).

### Hakushu Dinosaurus
- Reiji "Marco" Maruko: è il quarterback e capitano della squadra. Si fa chiamare Marco (in omaggio alle sue origini italiane) perché considera Maruko un nome da donna. Mentre all'apparenza si comporta in maniera gentile e affabile, dietro nasconde un animo subdolo e manipolatore che ricorda lo stile di uno yakuza. Come Hiruma, è pronto a usare ogni arma a disposizione per vincere e si affida all'enorme forza di Gaou spingendolo anche a ferire i QB avversari. Egli crede che la forza è l'unico modo con cui si possa abbattere i Teikou al Christamas Bowl. Marco è un acuto osservatore, non si fa ingannare dalle finte ed è un maestro dello "screw bite", l'arte di rubare la palla all'avversario quando questi abbassa la guardia. In difesa svolge anche il ruolo di QB spy, difensore che si occupa solo di osservare del quarterback avversario. Ha un rapporto di odio-amore con la manager della squadra, Maria, che odia i suoi metodi, ma ammira la sua determinazione di realizzare il suo sogno.
- Rikiya Gaou: Dotato di un fisico e di una forza erculea, Gaou è l'inarrestabile linemen della squadra. La sua forza è tale dall'aver mandato in ospedale diversi giocatori avversari, soprattutto i quarterback; Kid e Hiruma verranno anche loro feriti da lui, mentre Harao si salverà grazie a Banba. Nonostante ciò, Gaou rispetta le regole e rispetta chi lo affronta a viso aperto con coraggio. Sempre alla ricerca di nuove sfide, troverà il suo rivale in Kurita, finendo per far uscire la vera forza del ragazzo durante la partita coi Deimon e subendo la sua prima sconfitta. Ai mondiali troverà un nuovo avversario nell'americano Mr.Don, un essere ancora più potente di lui che riuscirà a sconfiggere solo grazie alla tecnica di Chuboo e all'aiuto di Yamato.
- Hiromi Kisaragi: Dal fisico esile ed effeminato, Kisaragi ricopre il ruolo di cornerback. Darà del filo da torcere a Monta grazie alla tecnica del "petra claw" dove (sfruttando le sue braccia esili) attacca direttamente le braccia del ricevitore facendogli cadere la palla. Kisaragi idolatra Gaou e considera la forza equivalente alla bellezza.

### Bando Spiders
Bando Spiders erano la squadra più forte di Tokyo, fino a quando un liceo del Kansai non si prese tutti i suoi assi. Gli unici a rimanere furono i componenti del kicking team, Kotaro e Akaba. Akaba, pur essendo stato selezionato, non accettò la proposta, decidendo di rimanere al Bando. Così facendo, fu costretto a non giocare per sei mesi, tornando sul campo appena in tempo per sfidare i Deimon Devil Bats che, dopo una partita molto movimentate, riusciranno a batterli. Sarà questa la partita in cui Sena svelerà la sua identità, convinto che Akaba sia il vero Eyeshield 21, determinato a batterlo come Sena Kobayakawa. La sau è una strategia che si basa sui calci.
- Akaba Hayato: L'asso dagli occhi rossi. Akaba è il detentore del titolo di MVP (ossia miglior giocatore) di Tokyo, l'asso nella manica dei Bando Spiders. Nonostante gli fosse stato proposto dai talent scout del Teikoku di entrare negli Alexanders, Akaba rifiutò l'offerta, costringendosi così a non giocare per nove mesi. Ma quasi tutti gli Spiders avevano accettato. Rimase così solo il kicking team, che, allenandosi duramente, riuscì a divenire una delle squadre più forti, classificandosi seconda al Torneo di Tokyo. Verranno battuti, dopo una partita non priva di colpi di scena, dal Deimon, che al suo posto accederà al Torneo del Kanto. Akaba è famoso soprattutto per essere il più forte blocker giapponese. Prima della partita contro il Bando, contento per il ritorno di Musashi, Kurita va a sbattere casualmente contro Akaba, che senza il minimo sforzo e con una malo sola lo risbatte indietro, per proteggere la sua chitarra. È parecchio conosciuto anche per questo suo aspetto, poiché in ogni partita suona la sua chitarra.

- Sasaki Kotaro: Il kicker del Bando con un tasso di realizzazione del 100%. Persino Musashi dichiara che i suoi calci sono più puliti e diretti dei suoi. Infatti, a differenza della Magnum delle 60 yard, che si accontenta di far entrare la palla, Kotaro deve sempre dare il meglio di sé. Famoso per mettere la parola "figo" in ogni frase, lo si vede la prima volta alla Deimon, in cerca di Musashi con l'intento di proporgli una sfida per verificare chi sia il kicker più figo. Ovviamente non lo trova e si rifà sfidando il capitano del team di calcio, riuscendo a segnargli parecchi goal.

### Yuhi Guts
Yuhi Guts è la squadra del liceo Yuhi, dove il club di football non è molto gettonato. I pochi membri in rosa sono quindi costretti, un po' come Hiruma, a reclutare giocatori dagli altri club. L'unica differenza con il metodo di reclutamento del quarterback del Deimon consiste nel fatto che non ricattano nessuno. Durante la partita con i Devil Bats, tutti i membri ufficiali restano in panchina fino all'inizio del secondo turno per volere del loro allenatore, sostituiti dai migliori giocatori degli altri club sportivi, lasciando così gioco facile agli avversari. Si può dire che perderanno con onore.

### Misaki Wolves
Misaki Wolves è una squadra dell'Hokkaido. Partecipa al Torneo del Kanto, ma viene subito eliminata dai Seibu Wild Gunmen.
- Taiga Kamiya: Asso dei Misaki Wolves. Sarebbe un discreto running back, grazie alle sue gambe lunghissime e adatte alla corsa, se solo non fosse così presuntuoso. Sosteneva di essere il giocatore più forte di tutti, superiore persino al genio Agon. Purtroppo per lui, viene eliminato al primo turno dalla squadra di Kid, senza neanche troppa difficoltà.

### Sado Strong Golems
Sado Strong Golems è la squadra campione di Shizuoka, è completamente priva di tattiche o strategie. Si basa interamente sulla potenza della distruttiva forza fisica dei suoi giocatori, capaci di abbattere qualsiasi barriera. Purtroppo per loro, la difesa degli Ojo e le sue tecniche li sconfiggeranno facilmente, senza permettergli di realizzare nemmeno un touchdown.
- Ganjo Iwashima: Running back nonché portavoce della squadra, non ha niente a che vedere con la velocità e la tecnica perfetta di Shin. Infatti, pare piuttosto un lineman, nonostante sia il più smilzo della squadra. La sua tecnica, che non ha nome, consiste nel mirare al petto dell'avversario per buttarlo giù. Pare che il suo allenatore si sia ispirato alla passione maschile per il petto femminile. Ma, poiché raramente nelle squadra di football vi sono ragazze, questa è anche la più grande pecca di questa tecnica. Nonostante venga sconfitto sia da Shin che da Hotawara, viene selezionato come riserva della nazionale.

### Takekura Construction Babies
Takekura Construction Babies è la squadra della ditta di costruzioni del padre di Musashi. Domina il campionato della X-League. Se questa squadra vincerà il suo campionato, potrà sfidare al Rice Bowl i campioni pari età universitari.

### Saikyoudai University
Saikyoudai University è il pari giapponese della prestigiosa Università di Notre Dame americana. Ammette tra le sue file non solo gli atleti più capaci, ma per accedervi bisogna avere anche degli ottimi voti. Tra i personaggi, ne fanno parte Yoichi Hiruma, Takeru Yamato, Taka Honjo, Agon Kongo, Ikkyu Hosokawa, Mamoru Banba, Kazuki Juumonji e Hayato Akaba.

### Pentagramma
Pentagramma è una squadra composta dalle cinque stelle della nazionale americana, nonché i candidati favoriti al titolo di MVP mondiale.
- Patrick Spencer: Detto Panther, la più veloce delle pantere nere. L'uomo più veloce del mondo. Grazie alle sue doti innate di potenza ed elasticità muscolare (tipiche delle persone di colore ed irraggiungibili per un giapponese, come ammesso da Shin prima della partita) può raggiungere l'incredibile velocità di 4.1 secondi sulle 40 yard con cui ha polverizzato ogni record precedente, compreso il 4.2 di Sena e Shin. È uno dei favoriti al titolo di MVP del Mondiale, con una quota del 3.3 a 1. Sarà infatti lui ad aggiudicarsi il titolo di MVP della Coppa del Mondo.

- Clifford D. Lewis: È dotato di velocità, intelligenza e tecnica sorprendenti. Homer Fitzgerald, l'imbattibile quarterback dei NASA Aliens, in nazionale è solo la sua riserva. Durante la partita provoca Agon. Anche lui ha una quota del 3.3 a 1. Dice di avere sangue nobile, ma è solo un bluff, suo padre è un geniale hacker.

- Donald Oberman, detto Mr. Don: Il figlio del presidente degli USA, Arnold Oberman. Un personaggio decisamente antipatico, durante le medie fu lui a scacciare Takeru Yamato da Notre Dame. È, insieme a Clifford e Panther, il giocatore più quotato come futuro MVP del Mondiale, con 3.3 a 1.

- Bud Walker: Oltre ad essere un ottimo cornerback, Walker è anche un attore di Hollywood che non utilizza mai stuntman, visto che gli piace essere al centro dell'attenzione. È compagno di classe di Clifford e lo considera il suo migliore amico, anche se si tratta di un'amicizia unilaterale. Ha una quota del 5.7 a 1.

- Tatanka: Alto come i giocatori del Kyoshin Poseidon, è soprannominato la cupola umana, in grado di bloccare qualsiasi pallone. Di origine indiana, è quello che disprezza di più i suoi avversari, anche più di Mr. Don. È il giocatore con la quota più alta per il titolo di MVP mondiale: 8.7 a 1.

### Dream Team
Dream Team è la nazionale giapponese. Una raccolta di All Star provenienti da ogni collegio dell'isola. Parteciperanno al torneo giovanile di football americano indetto da Mr. Don. Il presidente del football giovanile e Honjo decidono che saranno i quattro protagonisti del Christams Bowl a scegliere chi farà parte della squadra. L'onore tocca quindi a Sena e Monta dei Devil Bats e a Takeru e Taka dei Teikoku Alexanders.

### Teikoku Alexanders
Teikoku Alexanders è una squadra che non ha mai perso un'edizione del Christmas Bowl fin dalla sua istituzione nel 1980. I "talent scout" di questo liceo girano tutto il Giappone in cerca di assi e stelle nascenti, sottraendole agli altri licei. Ci sono ben sei quadre, e ogni nuova matricola comincia dalla sesta, per poi avanzare fino alla prima. La prima squadra è la più completa, sia per tecnica, che per forza, che per velocità. Il running back della prima squadra, Takeru Yamato, è il vero Eyeshield 21. Una particolarità di questo team di campioni è che accoglie tra le proprie file una ragazza, Karin Koizuni, quarterback della prima squadra.
- Takeru Yamato: Il vero Eyeshield 21. Fin dalla prima volta su un campo da football dimostra di avere un gioco perfetto, puro e pulito. Durante le medie si reca in America per migliorarsi ulteriormente, soggiornando nella scuola di Notre Dame. Qui, in un primo momento, viene odiato da tutti per ragioni non conosciute. Decide quindi di mascherare la propria identità con una visiera. Diviene così il runner più veloce, meritandosi il titolo a piena regola. Ma Mr. Don, dicendo che insozzava l'onore e il nome del suo istituto, lo fa espellere dalla scuola. Yamato torna in Giappone, dove diviene la stella dei Teikoku Alexanders. Il suo stile di corsa, il Caesar's Charge, non è veloce come il Devil Bats Ghost di Sena, ma si basa sulla distruttività e sulla potenza. Takeru riesce infatti e trascinare con sé quattro del Deimon per ben 15 yard, prima di essere fermato.

- Taka Honjo: Il migliore ricevitore del Kansai, Taka è il figlio di Honjo. Prima giocava a baseball, come Monta, ma non trovando rivali passò al football, rimanendo deluso anche lì. Assunse quindi un atteggiamento calmo e distaccato, che lo rende imperturbabile. La sua abilità è facilmente visibile: quando Monta lo vede per la prima volta, Taka afferra una palla con una mano mentre legge un libro, senza neanche alzare lo sguardo. Grande alla sua bravura nel salto, Taka è capace di prendere passaggi normalmente imprendibili per altri ricevitori, oppure bloccare quelli diretti agli avversari. Durante la partita contro il Deimon riesce a togliere la palla dalle mani di Monta con il solo ausilio del mignolo.

- Karin Koizumi: Nonostante sia una ragazza, è l'infallibile quarterback della prima squadra dei Teikoku Alexanders. Assomiglia a Sena come carattere; molto timida, viene quasi costretta a entrare in squadra, ma decide di rimanervi dopo che si è appassionata al gioco. La sua entrata in squadra è ancora più particolare di quella del piccoletto del Deimon. Mentre passa accanto al capo da football della scuola viene colpita da un lancio sbagliato di Ibarada, che le fa cadere la borsa. Rilanciando la palla ai giocatori, Taka si accorge del suo talento, proponendole di entrare in squadra come quarterback. Dapprima titubante, viene ammaliata e confusa dalla parlantina di Yamato e decide di provare. Secondo Heracles, il capitano dei Teikoku, la sua bravura nei passaggi è dovuta anche al fatto che ha come hobby disegnare e suonare il piano, esercizi che allenano notevolmente la dita. Possiede anche notevoli doti di agilità, che le tornano utili quando deve schivare attacchi diretti degli avversari; infatti, a causa della sua costituzione debole, da ragazza, se un attacco diretto la colpisse subirebbe gravi danni. Il suo lancio è il Floral Shoot, un lancio dove la palla assume una rotazione talmente perfetta da sembrare immobile nell'aria. Questo lo rende facilmente afferrabile, soprattutto da Taka. Prima dell'partita contro gli Alexanders, Hiruma fa credere alla squadra che Karin sia un uomo, perché non si facciano riserve nel colpirla.

- Kureji Hera: Detto Heracles, è il capitano dei Teikoku Alexandres. È definito da Sena, Suzuna e Monta un vero uomo del Kansai, perché è chiassoso ed estroverso. Nonostante abbia modi di fare un po' sbrigativi, sa farsi rispettare ed è un ottimo capitano, molto protettivo nei confronti di Karin. Non è potente come Kurita, ma riesce a batterlo utilizzando varie tattiche e basandosi sul suo punto debole, la pochissima velocità.

- Reisuke Aki: Detto Achille, pelato e pieno zeppo di piercing, è forse l'unico idiota della squadra, ma non certo al livello di Taki. Viene costantemente fregato dai trucchi di Hiruma, rimanendoci male ogni volta. Pare essere in squadra da almeno un anno, poiché racconta della partita contro lo Shinryuji. È abbastanza veloce per la sua posizione, il che lo rende un giocatore interessante. Ha una cotta per Karin, ma tutte le volte che le chiede di uscire viene fermato da un pugno di Heracles.

- Doujirou Tenma: Ex-giocatore dello Shinryuji, entrato per meriti sportivi, dopo un anno fu notato dagli osservatore del Teikoku, che lo selezionarono come running back, nonostante non possedesse l gioco perfetto di Yamato. Ha 5 ragazze in contemporanea, e vuole mettersi in mostra con loro, sostenendo che l'unico modo per farlo sia correre sulla linea laterale senza mai uscire; da questo il suo soprannome, "Side End's Magician". Solo Komosubi, sfruttando della neve, gli annulla un touchdown facendolo uscire di poco dalla linea. Pare abbia avuto la prima ragazza a tre anni.

- Orio Tokashiki: Ex capitano del club di boxe del liceo di Okinawa, ha una tecnica chiamata "Punching Block" che serve a spinger via l'avversario mettendosi nella sua posa da boxer. Suo padre è un boxer professionista.

- Mikoto Sano: Ex asso ricevitore degli Shachi Goldens, ha una giocata speciale chiamata "Super low altitude shachihoko catch", che consiste nell'afferrare la palla appena prima che tocchi terra. Viene colpito duramente da Kurita durante una ricezione.

- Hotei: Ha una probabilità di successo del 99%, il che lo rende il kicker numero uno del Kansai, secondo solo a Kotaro e, forse, a Musashi. Ride molto spesso, ed è convinto che sia impossibile che Monta tocchi la palla in un suo calcio o che Musashi segni da 60 yard. Si sbaglia in entrambe le occasioni.

- Kirio Ibarada: Ex quarterback dei Bando Spiders, quando i talent scout del Teikoku l'hanno contattato non ha esitato un attimo a lasciare la squadra. È solo in quarta squadra, e non sopporta che Karin, una ragazza, sia il quarterback della prima squadra. Per questa ragione è molto risentito verso di lei, convinto di essere l'unico a meritarsi il posto di quarterback titolare della prima squadra. Il suo lancio preferito è il "Rose Whip", un lancio molto difficile, poiché si effettua correndo lateralmente. Infatti, nonostante la bravura di Taka e dei ricevitori del Teikoku, non sempre va a segno.

## Anime

Immagine tratta dall'anime

## Differenze tra l'anime e il manga
Tra la versione cartacea e quella animata di Eyeshield 21 ci sono alcune differenze e modifiche. La prima più visibile è il disegno, nell'anime infatti risulta meno curato e particolareggiato, trascurati anche i volti dei personaggi che ne escono meno dettagliati, mentre nel manga c'è una maggiore cura e attenzione, con un tratto più deciso. Molti personaggi risultano quindi molto diversi tra le due versioni, nel manga infatti hanno lineamenti molto più giovanili e spesso anche un taglio di capelli leggermente differente dall'anime. Alcuni esempi sono Mamori, che nel manga ha i capelli castani e nell'anime tendono quasi al rosa, Sakuraba, che nel manga ha un viso molto più sottile e femminile (essendo appunto un idol), e Monta che nel manga ha, inizialmente, un viso molto più allungato (e non tondo come nell'anime) e delle basette più appariscenti.
Altra differenza è la presenza delle armi da fuoco che Hiruma sfoggia fin dai primi episodi, mentre nel manga la loro presenza è molto limitata.
Musashi nel manga fuma spesso mentre nell'anime non lo si vede mai con la sigaretta in bocca.
La divisa dei Deimon Devil Bats nell'anime è solo rossa con dettagli bianchi, nel manga invece c'è anche la seconda versione con i colori invertiti.
Sempre nel manga viene mostrata la partita prima del Christmas Bowl tra Ojo White Knights e Shinryūji Naga durante il torneo di primavera (Spring Tournament), dove fanno la loro apparizione più nel dettaglio personaggi come Agon e Ikkyu, nonché viene svelata l'esistenza della tecnica della Balista creata dall'Ojo, tutte cose che nell'anime vengono mostrate molto più tardi, durante il torneo del Kanto.
La squadra dei NASA Aliens, essendo americana, non parla e capisce il giapponese, per questo Jeremy Watt, che è un appassionato della cultura del Giappone e conosce la lingua, fa da intermediario tra i giocatori. Nell'anime invece parlano tutti giapponese senza problemi.
La partita contro i Dokubari Scorpions è molto più lunga e articolata nell'anime rispetto al manga, Sasuke Kanagushi, capitano degli Scorpions, cerca infatti di rapire Hiruma nell'anime prima della partita.
L'ultima e maggiore differenza sta nel finale. L'anime infatti si conclude con la partita contro gli Ojo White Knights, tagliando così l'ultima parte del manga che al contrario prosegue fino al Christmas Bowl e ai mondiali. Questa differenza è da imputare al fatto che l'anime è finito in Giappone un anno prima della sua controparte cartacea.

## Musica
- Compositore - Kō Ōtani

Sigle iniziali (giapponesi)
1. Break Through di Coming Century (Episodi 1-35)
2. Innocence di 20th Century (Episodi 36-64)
3. Dang Dang di ZZ (Episodi 65-103)
4. BLAZE LINE... di BACK-ON (Episodi 104-126)
5. Hanno no Runningback di SHORT LEG SUMMER (Episodi 127-144)

Sigle finali (giapponesi)
1. Be Free di Rikkenzu (Episodi 1-13)
2. Blaze Away di The TRAX (Episodi 14-35)
3. Goal di Beni Arashiro (Episodi 36-64)
4. Run to Win di Sena, Mamori, Monta, Kurita (Episodi 65-86, 88-100)
5. Dang Dang di ZZ (Episodio 87)
6. A day dreaming... di BACK-ON (Episodi 101-116)
7. flower di BACK-ON (Episodi 117-126)
8. Song of Power di SHORT LEG SUMMER (Episodi 127-144)
9. Innocence di 20th Century (Episodio 145)

Temi musicali
1. Be SURVIVOR di ZZ
2. Chain Of Power di V6
3. MIDNIGHT SUNSHINE di Ojo White Knights
4. Chain of Power di Deimon Devil Bats
5. Light di Ma-Kiss